# Zubieta (Gipuzkoa)
Zubieta is een buurtschap in de Spaanse provincie Gipuzkoa. Een deel van deze buurtschap valt in de gemeente Usurbil, en het andere deel is een district van de stad San Sebastian. Er wonen ongeveer 400 inwoners, waarvan 284 in het district van San Sebastian, en de rest in de gemeente Usurbil.
Aiete · Altza · Amara Berri · Antiguo · Ategorrieta-Ulia · Añorga · Centro · Egia · Gros · Ibaeta · Igeldo · Intxaurrondo · Loiola · Martutene · Miracruz-Bidebieta · Miramon-Zorroaga · Zubieta